# Kjer je glasba, tam smo mi (album)
Kjer je glasba, tam smo mi je 4. album Ansambla Modrijani, ki je izšel leta 2005 pri založbi Zlati zvoki.

## Seznam pesmi
| Št. | Naslov                           | Pisec                                                    | Dolžina |
| --- | -------------------------------- | -------------------------------------------------------- | ------- |
| 1.  | „Kjer je glasba, tam smo mi‟     | Brane Klavžar/Ivan Sivec/Brane Klavžar                   | 3:00    |
| 2.  | „Tudi muzikant‟                  | Brane Klavžar/Franc Černelč/Brane Klavžar, Avgust Skaza  | 3:00    |
| 3.  | „Kot dva golobčka‟               | Igor Podpečan/Janez Hvale/Igor Podpečan                  | 3:10    |
| 4.  | „Ostani z menoj‟                 | Brane Klavžar/Majda Rebernik/Brane Klavžar, Avgust Skaza | 3:00    |
| 5.  | „Poigrala sva se‟                | Rok Švab/Rok Švab                                        | 2:29    |
| 6.  | „Srce je hotelo drugega‟         | Franc Šegovc/Vera Šolinc/Franc Šegovc                    | 3:50    |
| 7.  | „Dragi rojaki‟                   | Brane Klavžar/Jože Galič/Brane Klavžar, Igor Podpečan    | 3:10    |
| 8.  | „Bel nežen cvet‟                 | Franc Šegovc/Vera Šolinc/Franc Šegovc                    | 2:46    |
| 9.  | „Nocoj ti bom na okence potrkal‟ | Brane Klavžar/Vera Šolinc/Brane Klavžar                  | 3:00    |
| 10. | „Frajer‟                         | Franc Šegovc/Franc Šegovc/Franc Šegovc                   |         |
| 11. | „Spomin na pevca še živi‟        | Tine Lesjak/Franci Smrekar/Tine Lesjak                   | 3:00    |
| 12. | „Bog te živi‟                    | Brane Klavžar/Jože Galič/Brane Klavžar                   | 3:01    |
| 13. | „Ajda na polju‟                  | Brane Klavžar/Ivan Sivec/Igor Podpečan                   | 3:31    |
| 14. | „Moja Pepelka‟                   | Brane Klavžar/Fanika Požek/Brane Klavžar                 | 2:45    |
| 15. | „Neskončno zaljubljena‟          | Brane Klavžar/Jože Galič/Avgust Skaza                    | 3:01    |

## O pesmih
- Kjer je glasba, tam smo mi - S to skladbo so se Modrijani predstavili na festivalu Vurberk leta 2005 in prejeli bronastega zmaja za 3. mesto po izboru občinstva.[1] Skladba se nahaja tudi na kompilacijskem albumu Uspešnice 2.[2]
- Tudi muzikant - Skladba se nahaja tudi na kompilacijskem albumu Uspešnice 2.[2]
- Kot dva golobčka - Skladba se nahaja tudi na kompilacijskem albumu Uspešnice 1.[3]
- Ostani z menoj - Skladba se nahaja tudi na kompilacijskem albumu Uspešnice 2.[2]
- Srce je hotelo drugega - S to skladbo so se Modrijani predstavili na festivalu Vurberk leta 2005 in prejeli bronastega zmaja za 3. mesto po izboru občinstva in nagrado za najboljšo skladbo festivala.[1] Skladba se nahaja tudi na kompilacijskem albumu Uspešnice 2.[2]
- Nocoj ti bom na okence potrkal - Skladba se nahaja tudi na kompilacijskem albumu Uspešnice 2.[2]
- Frajer - Skladba se nahaja tudi na kompilacijskem albumu Uspešnice 1.[3]
- Spomin na pevca še živi - Skladba je nastala v spomin na legendarnega pevca Fantov s Praprotna in Ansambla Lojzeta Slaka Jožeta Šifrarja, ki je leta 1974 tragično preminil v prometni nesreči. Njegovo petje je še danes vzor mnogim izvajalcem. S to skladbo so se Modrijani predstavili na festivalu Vurberk leta 2002 in prejeli Šifrarjevo plaketo za najboljšo večglasno vokalno izvedbo, nagrado za najboljšo skladbo festivala, zlatega zmaja za 1. mesto po izboru občinstva in 2. nagrado strokovne komisije.[1] Skladba se nahaja tudi na kompilacijskem albumu Uspešnice 1 in na istoimenskem drugem albumu.[3]
- Bog te živi - S to skladbo so Modrijani leta 2003 nastopili na festivalu Števerjan in osvojili nagrado strokovne žirije za najboljši ansambel festivala. Nahaja se tudi na predhodnem albumu Neskončno zaljubljena in na kompilacijskem albumu Uspešnice 1.[3][4]
- Ajda na polju - Skladba je na festivalu Slovenska polka in valček postala slovenski valček leta 2003.[5] Nahaja se tudi na drugem albumu Spomin na pevca še živi in na kompilacijskem albumu Uspešnice 2.[2]
- Moja Pepelka - S to skladbo so se Modrijani predstavili na festivalu Vurberk leta 2001 in prejeli Šifrarjevo plaketo za najboljšo večglasno vokalno izvedbo, bronastega zmaja za 3. mesto po izboru občinstva in 2. nagrado strokovne komisije.[1] Skladba se nahaja tudi na kompilacijskem albumu Uspešnice 1 in na prvem albumu Daleč je dom.[3]
- Neskončno zaljubljena - Skladba je na festivalu Slovenska polka in valček leta 2004 postala slovenski valček leta po izboru občinstva.[6] Izdana je bila tudi na predhodnem istoimenskem albumu in na kompilacijskem albumu Uspešnice 1.[3]